# Occupy Wall Street (singel)
Occupy Wall Street är Attentats nionde singel och den tredje i en serie av sex singlar, släppta en gång i månaden, som föregick albumet ”Fy fan”. Occupy Wall Street är också en serie av demonstrationer i New York, som tog sin början den 17 september 2011, med utgångsläge i Liberty Square, och som sångare Mats Jönsson upplevde på plats de första dagarna.  Demonstranterna riktade sin ilska mot den sociala och ekonomiska ojämlikheten, företagens girighet och deras ekonomiska påverkan på lobbyister i regeringen. Rörelsen vill slå tillbaka mot den procent av jordens befolkning som dikterar villkoren för en osund och orättvis global ekonomi.  Medverkar gör Mats Jönsson, Magnus Rydman, Cristian Odin, Patrik Kruse, Paul Schöning och Gunnar Frick (klaviatur).